# Даминов, Тургунпулат Абидович
Тургунпулат Абидович Даминов (узб. Turg’unpo’lat Obidovich Daminov; родился 25 апреля 1941 года, Ташкент, Узбекская ССР, СССР) — научный и государственный деятель Узбекистана, директор Научно-исследовательского института Педиатрии Министерства здравоохранения Республики Узбекистан (1983—1990 гг.), ректор Первого Ташкентского государственного медицинского института (1990—2005 гг.), Первый секретарь политического совета Социал-демократической партии Узбекистана «Адолат» (1996—2005 гг.), депутат второго созыва Олий Мажлиса Республики Узбекистан (1999), Академик Польской Королевской Академии (1999), Академик АН Узбекистана (2000), Академик Академии медико-технических наук Российской Федерации (2004), доктор медицинских наук, профессор.

## Биография
Родился в городе Ташкенте 26 апреля 1941 года.
В 1964 году окончил Ташкентский государственный медицинский институт (ныне Ташкентская медицинская академия).
В 1969 году защитил кандидатскую диссертацию на тему «К вопросу клинического течения тифопаратифозных заболеваний у детей в сочетании с туберкулезом».
В 1986 году защитил докторскую диссертацию на тему «Клинико-иммунологические особенности острого и затяжного вирусного гепатита A и B у детей».
В 1995 году избран член корреспондентом Академии наук Узбекистана.
В 1999 году избран депутатом второго созыва Олий Мажлиса Республики Узбекистан.
В 2000 году был избран действительным членом Академии наук Республики Узбекистан.
Т. А. Даминов начал свою карьеру в 1969 году в качестве ассистента в Ташкентском государственном медицинском институте. В этом учреждении он работал доцентом, заведующим кафедрой. В дальнейшем продолжил свою плодотворную деятельность в качестве директора НИИ педиатрии, ректора Первого Ташкентского государственного медицинского института, заведующего кафедрой инфекционных болезней и педиатрии Ташкентской медицинской академии, профессором данной кафедры.
Тургунпулат Абидович внес достойный вклад в развитие здравоохранения в нашей стране, изучение актуальных вопросов медицинских наук, подготовку высококвалифицированных научно-педагогических кадров.
Академику Т. А. Даминова принадлежат более чем 500 научных статей, 6 учебников, 14 монографий, более 45 методических рекомендаций и пособий по теоретическим и практическим вопросам медицины.
В частности, он создал собственную научную школу для формирования и обогащения таких важных направлений медицины, как педиатрия и инфекционные болезни.
Под непосредственным руководством ученого были подготовлены 21 докторских и 43 кандидатских диссертаций.
Является отцом Даминова Ботира Тургунпулатовича — ректора Ташкентского педиатрического медицинского института, директора Республиканского специализированного научно-практического медицинского центра нефрологии и трансплантации почки Министерства здравоохранения Республики Узбекистан.
Академик, доктор медицинских наук, профессор.
Скончался 7 февраля 2022 года.

## Образование
1958—1964 гг. — Ташкентский Государственный Медицинский институт, педиатрическое дело (диплом с отличием)
1964—1966 гг. — стажер-исследователь кафедры Детских инфекционных болезней Ташкентского Государственного Медицинского института
1966—1969 гг. — аспирант кафедры Детских инфекционных болезней Ташкентского Государственного Медицинского института (диплом кандидата медицинских наук)
1986 г. — защитил докторскую диссертацию, в г. Москва (диплом доктора медицинских наук)
1999 г. — избран академиком Польской Королевской Академии.
2000 г. — избран академиком Академии наук Республики Узбекистан.
2004 г. — избран действительным членом (академиком) Академии медико-технических наук Российской Федерации.

## Трудовая деятельность
1958—1964 гг. — студент Ташкентского Государственного Медицинского института
1964—1966 гг. — стажер-исследователь кафедры Детских инфекционных болезней Ташкентского Государственного Медицинского института
1966—1969 гг. — аспирант кафедры Детских инфекционных болезней Ташкентского Государственного Медицинского института
1969—1972 гг. — ассистент кафедры Детских инфекционных болезней Ташкентского Государственного Медицинского института
1972—1982 гг. — доцент кафедры Детских инфекционных болезней Ташкентского Государственного Медицинского института
1982—1983 гг. — заведующий кафедрой Детских инфекционных болезней Ташкентского Государственного Медицинского института
1983—1990 гг. — директор Научно-исследовательского института Педиатрии Министерства здравоохранения Республики Узбекистан.
1990—2005 гг. — ректор Первого Ташкентского Государственного Медицинского института.
1996—2005 гг. — Первый секретарь политического совета Социал-демократической партии Узбекистана «Адолат».
2000 г. — действительный член Академии наук Республики Узбекистан.
2005—2012 гг. — заведующий кафедрой инфекционных болезней и педиатрии Ташкентской Медицинской Академии.
2012—2022 гг. — профессор кафедры Инфекционных и детских инфекционных болезней Ташкентской Медицинской Академии.

## Научная деятельность
1969 г. — защитил кандидатскую диссертацию на тему: «К вопросу клинического течения тифопаратифозных заболеваний у детей в сочетании с туберкулезом» в г. Ташкент
1986 г. — защитил докторскую диссертацию на тему «Клинико-иммунологические особенности острого и затяжного вирусного гепатита A и B у детей» в г. Москва

## Основные направления научной и практической деятельности
Вирусные гепатиты и ВИЧ-инфекция у детей, пневмококковая инфекция у детей, острые вирусные диареи у детей, иммунопрофилактика инфекционных болезней.

## Краткий очерк научной, педагогической и общественной деятельности
Великий философ Древней Греции Сократ говорил, что все профессии в мире — от людей и только три — от бога. Судья, педагог и врач, по определению мудреца, получают свой дар свыше. Одной из самых уважаемых и почетных всегда считали профессию врача. Если обычный человек спасает чужую жизнь, то его чествуют как героя, вручают награду, о нем пишут в газетах. Для врача же спасение людей является ежедневной тяжелой работой.
Наша страна богата замечательными врачами. Имена многих из них вошли в историю медицины, являются примером честного служения своему долгу, своей профессии, своей Родине. Одним из них является Тургунпулат Абидович Даминов.
Даминов Т. А. — известный научный деятель, врач. Он, как ученый и организатор, внес большой вклад и обогатил своими научными открытиями и изданными работами такие важные направления медицины как «Педиатрия» и «Инфекционные болезни» и, как крупный специалист, создал большую научную школу.
Тургунпулат Абидович Даминов родился 26 апреля 1941 года в г. Ташкенте в семье служащих. В 1958 г. окончил с золотой медалью среднюю школу и в том же году, успешно пройдя конкурс, стал студентом Ташкентского Государственного Медицинского института. Здесь он получил прочные теоретические знания, овладел навыками обследования больных, здесь впервые соприкоснулся с азами научной работы в студенческих кружках. Студенческие годы были наполнены упорной учебой, глубоким овладением медицинскими знаниями и еще — научили общению с людьми, умению дружить и верить в человеческую порядочность. Они развили и присущие Тургунпулату Абидовичу твердость характера, целеустремленность и настойчивость, которые так пригодились ему в дальнейшем.
В студенческие годы начало формироваться важное качество — тяга к общественной деятельности. В период учебы в институте и уже после его окончания (1962—1965 гг. и 1969—1973 гг.) он, наряду с медицинской деятельностью, работал секретарем комитета комсомола ТашГосМИ.
В 1964 г. Даминов Т. А. с отличием закончил Ташкентский Государственный Медицинский институт и с тех пор вся его жизнь в течение почти полувека связана с alma mater. С 1964 г. он работает на кафедре детских инфекционных болезней, начав со стажера- исследователя, и в настоящее время является профессором кафедры.
В 1969 г. он успешно защитил кандидатскую диссертацию на тему «К вопросу клинического течения тифопаратифозных заболеваний у детей в сочетании с туберкулезом». Докторская диссертация Т. А. Даминова на тему «Клинико-иммунологические особенности острого и затяжного вирусного гепатита A и B у детей» под руководством академика РАМН В. Ф. Учайкина и академика АН Латвии А. Ф. Блюгера была выполнена на базах гепатологического центра Латвии и II-го Московского Медицинского института, на кафедре детских инфекционных болезней и в 1986 году успешно защищена в Научно-Исследовательском Институте Педиатрии Российской Медицинской академии.
В формировании Т. А. Даминова как высококвалифицированного специалиста и научного работника большую роль сыграли жизненный опыт и профессионализм таких ученых как профессора, заслуженные деятели наук Республики Узбекистан Х. А. Юнусова и О. С. Махмудов.
Результаты научных исследований Т. А. Даминов регулярно докладывает на национальных и международных симпозиумах, конгрессах, педиатрических съездах, пленумах, заседаниях проблемных комиссий и междисциплинарных конференциях. Он является автором более 500 публикаций в периодической печати, 6 учебников, 14 монографий, более 45 методических рекомендаций и руководств.
Для научного стиля Тургунпулата Абидовича Даминова характерно, прежде всего, стремление к детальному изучению патогенетических особенностей и механизмов исследуемой патологии, а также ему присуще стремление находить наиболее оптимальные пути решения сложных научных проблем и задач. Глубокие знания в области педиатрии и инфектологии, владение широким арсеналом современных аналитических методов научного поиска, постоянное стремление к изучению сложных нестандартных клинических случаев и ситуаций — все это позволяет ему успешно сочетать плодотворную научную деятельность с работой по подготовке и воспитанию высококвалифицированных кадров.
Под его руководством защищено 21 докторских и 43 кандидатских диссертаций. Им подготовлена целая плеяда крупных ученых — педиатров и инфекционистов, создана широко известная в республике школа инфекционистов и гепатологов. Многие из его учеников в настоящее время сами возглавляют ряд направлений исследований и ведут подготовку научно-педагогических кадров. Важно отметить и то, что ученики Т. А. Даминова плодотворно работают не только во многих регионах Узбекистана, но и в странах СНГ и дальнего зарубежья.
В научно- педагогической деятельности Даминова Т. А. подготовка высококвалифицированных кадров занимает особое место. Будучи заведующим кафедрой инфекционных болезней Ташкентской Медицинской Академии и в последующем профессором этой кафедры, сохраняя традиции, заложенные ее основателями -профессорами Юнусовой Х. А. и Махмудовым О. С., Т. А. Даминов собственным примером демонстрирует, как важно донести до студентов и практических врачей не только результаты научных исследований, но и свой клинический опыт. Поэтому лекции и клинические разборы, проводимые Т. А. Даминовым для студентов, а также на циклах усовершенствования педиатров и инфекционистов, характеризуются глубоким анализом материала, стройностью изложения и четкими практическими рекомендациями. Еще одной отличительной особенностью лекций Даминова Т. А. является широкое и целенаправленное использование новейших данных (эпидемиологических, клинических и др.), а также принципов доказательной медицины.
Преподавательская деятельность Тургунпулата Абидовича весьма плодотворна. Под его руководством были созданы учебные программы и методические разработки по преподаванию детских инфекционных болезней, подготовлены учебники (с электронными версиями) для системы додипломной подготовки врачей общей практики — «Инфекционные болезни», «Инфекционные болезни в деятельности врача общей практики», «ВИЧ-инфекция», разработан ряд методических рекомендаций по преподаванию предмета «Инфекционные болезни» с использованием новых педагогических технологий, интерактивных методик преподавания. Так, на кафедре широко внедрено он-лайн тестирование студентов, проходящих обучающие циклы, через официальный сайт кафедры. Также внедрена система самоподготовки студентов по ВИЧ- инфекции в педиатрии по программе ICAT, предложенной Детским Фондом ООН (ЮНИСЕФ).
Под руководством Даминова Т. А. на кафедре идет постоянная непрерывная работа по усовершенствованию программ преподавания для студентов и ВОП, внедряются новые доказательные данные, международные стандарты и протоколы.
Тургунпулат Абидович Даминов успешно сочетает научную, врачебную и педагогическую деятельность с большой административно- общественной работой. Вот основные вехи этой работы:
1962—1965 гг. — Секретарь комитета комсомола Первого Ташкентского Государственного Медицинского института
1969—1973 гг. — Секретарь комитета комсомола Первого Ташкентского Государственного Медицинского института
1973—1983 гг. — Секретарь парткома Ташкентского Государственного Медицинского института
1983—1990 гг. — Директор НИИ Педиатрии МЗ РУз
1990—2005 гг. — Ректор Первого Ташкентского Государственного Медицинского института
1996—2005 гг. — Первый секретарь Социал-Демократической партии «Адолат» Узбекистана
В течение 7 лет Даминов Т. А. возглавлял НИИ Педиатрии МЗ РУ. За этот период он внес большой вклад в развитие педиатрической науки в Узбекистане и особенно в области организации педиатрической службы в борьбе с детской смертностью. В НИИ Педиатрии под его руководством была построена консультативная поликлиника и физиотерапевтическая клиника, оснащенные современным оборудованием.
Качества Даминова Т. А. как организатора особенно ярко проявились во время работы ректором Первого Ташкентского Государственного Медицинского института (1990—2005 гг). За этот период им была проделана огромная работа по усовершенствованию системы додипломной подготовки врачей различных специальностей, по улучшению учебно- воспитательной и лечебной работы, а также по укреплению материально- технической базы института и клиники.
Администрация института была пополнена одаренными кадрами. Только за 1997—2000 гг. 60 % должностей заведующих кафедр заняли молодые высококвалифицированные специалисты. На базе Первого ТашГосМИ был открыт центр повышения квалификации профессорско- преподавательского состава.
Большое внимание Даминов Т. А. уделял вопросам подготовки врача общей практики — приоритетного направления современной системы здравоохранения Узбекистана. Были созданы медико- педагогический факультет и факультет подготовки медсестер с высшим образованием, создана магистратура. Именно в Первом ТашГосМИ были заложены основы формирования теоретических знаний и практических навыков будущих ВОП, разработаны планы и современные учебные программы, отвечающие международным стандартам и требованиям. Для объективной оценки знаний была введена рейтинговая система оценки, которая функционирует и по сей день, а также введена тестовая система приема экзаменов, создан тестовый центр.
Под руководством Даминова Т. А. были налажены международные связи Первого ТашГосМИ с университетами Южной Кореи, США, Турции и Израиля. Благодаря такому тесному сотрудничеству проделана огромная работа. Так, на базе Первого ТашГосМИ открыт центр «Восточной медицины», который на непрерывной основе обслуживает больных. Ежегодно учеными- стоматологами Южной Кореи проводились обучающие семинары. Сотрудники института повышали свою квалификацию на базе высших учебных заведений Южной Кореи, 9 студентов института стали лауреатами стипендии Кореи «Yan Yu Sik». 15 сотрудников института успешно прошли программу обмена опытом в Израиле по проекту «Машаф».
Большое внимание Даминов Т. А. уделял и духовному воспитанию будущих врачей. В институте был основан музей ТашГосМИ, организован центр «Манавият ва маърифат».
Тургунпулат Абидович Даминов был избран депутатом Олий Мажлиса Республики Узбекистан, а также долгие годы являлся первым секретарем социал- демократической партии «Адолат», которая под его руководством всесторонне развилась, организационно окрепла и по сей день вносит значительный вклад в демократическое развитие республики.
Заслуги Тургунпулата Абидовича признаны государством и научно-медицинским сообществом. Он награжден орденом «Дустлик», почетным званием «Заслуженный врач Узбекистана», орденом «Эл-юрт хурмати».
В 1995 г. он избран членом — корреспондентом, в 2000 г. — действительным членом Академии наук Республики Узбекистан. В 1999 г. он избран действительным членом Медицинской Академии Польши. В 2004 г. избран действительным членом Академии медико- технических наук Российской Федерации. За научные изобретения награжден международной золотой медалью Альберта Швейцера.
Научная деятельность Т. А. Даминова
Основное место в жизни и деятельности Т. А. Даминова занимает собственно научно- исследовательская работа, разработка проблем гепатологии и инфекционных болезней.
Научные труды академика Т. А. Даминова отличают актуальность рассматриваемых проблем, глубина анализа, а также разносторонность интересов.
Характерной чертой научного творчества Т. А. Даминова является комплексный подход к решению актуальных задач здравоохранения, широкое применение дисциплин, определяющих научно- технический прогресс в биомедицине — биохимии, морфологии, иммунологии, молекулярной биологии.
Неотъемлемой чертой научной деятельности Т. А. Даминова и его учеников является прикладная направленность. В их исследованиях решение узловых фундаментальных вопросов всегда сопровождается разработкой новых, эффективных методов диагностики, лечения и профилактики инфекционных болезней и педиатрии. В целом хронология научного творчества Т. А. Даминова хорошо отражает хронологию социального заказа здравоохранения, продиктованного запросами практики, жизнью. Как только какая-либо инфекция становилась объектом внимания органов здравоохранения, она сразу оказывалась в поле зрения научной и практической деятельности Т. А. Даминова и его учеников.
В последние десятилетия под руководством Т. А. Даминова изучались и продолжают исследоваться наиболее острые вопросы инфекционной патологии детского возраста. Научные исследования в этой области можно условно разделить на 4 основных направления.
Первое, основное направление — это изучение инфекционной патологии печени, включая как энтеральные, так и парентеральные вирусные гепатиты.
Под руководством Даминова Т. А. проведены комплексные исследования по изучению клинико- иммунологических особенностей течения вирусного гепатита B с учетом генотипа вируса. В результате проведенного анализа были выявлены больные с атипичной сероконверсией HbsAg, связанной с инфицированием мутантным штаммом ВГВ. На основании проведенного изучения предложены методы лабораторного мониторинга с целью прогнозирования исхода заболевания, а также эффективные схемы интерферонотерапии.
В связи с внедрением в Узбекистане в 2000 г. плановой вакцинации от вирусного гепатита B, заболеваемость им значительно снизилась, однако у ряда детей, получивших прививку, заболевание тем не менее регистрируется. Изучению данной проблемы также посвящен ряд работ под руководством Даминов Т. А.. Проведен глубокий анализ причин и механизмов формирования ВГВ у привитых, изучен поствакцинальный титр антител и его взаимосвязь с восприимчивостью организма к ВГВ инфекции, обоснован метод усиления формирования поствакцинальных антител у ослабленных детей путем применения препарата с иммуномодулирующей активностью — полиоксидония.
Один из важных аспектов изучения ВГВ — инфекции — выявление причин формирования затяжных (а в последующем и хронических) форм вирусных гепатитов у детей, их прогнозирование и профилактика. Затяжное течение гепатита является промежуточным звеном между острым и хроническим гепатитом и только своевременное выявление, лечение больного в этот период предотвращает переход в хроническую форму. Исследования, проведенные под руководством Даминова Т. А., убедительно показали, что основными причинами являются снижение иммунного статуса, а именно угнетение синтеза эндогенного интерферона. На основании данного научного исследования была основана классификация и разработаны прогрессивные методы лечение (интерферонотерапия, иммунокорригирующая терапия), которые применяются в клиниках стран СНГ. Проведенный анализ лег в основу его докторской диссертационной работы — «Клинико-иммунологические особенности острого и затяжного вирусного гепатита A и B у детей».
Большое внимание в научных исследованиях Даминова Т. А. уделяется изучению актуальнейшей патологии современности — вирусного гепатита C. Совместно с учеными НИИ Иммунологии РУз и Университета Нагойя проведен ряд исследований по изучению структуры циркулирующих на территории Узбекистана генотипов вируса, исследованы клинико- иммунологические особенности течения ВГС в зависимости от генотипа вируса. Проведено комплексное исследование по оценке эффективности применения препаратов интерферона (рекомбинантных и пегилированных форм) при хроническом ВГС. В настоящее время начаты исследования по применению препаратов интерферона при острых формах ВГС.
Проведено изучение клинико- иммунологических особенностей течения ВГС при наличии внепеченочной репликации вируса. Так, проанализировано поражение почек и костного мозга при ВГС- инфекции, изучены клинико- иммунологические параллели при сочетании ВГС с такими патологиями, как хронический гломерулонефрит и острый лимфобластный лейкоз в детском возрасте, обосновано включение в комплексную терапию таких пациентов препаратов интерферона и его индукторов, что положительно влияет на прогноз основного заболевания.
Проведенные всесторонние глубокие исследования в области ВГС- инфекции легли в основу пособия для практических врачей — «Вирусный гепатит C», а также раздела тематического сборника научных трудов «Успехи гепатологии» (10 том, Рига).
Второе направление- это исследования в области изучения ряда воздушно- капельных инфекций, прежде всего коревой инфекции. Под руководством Даминова Т. А. были изучены клинико- иммунологические особенности кори на современном этапе, исследованы патогенетические механизмы формирования тяжелых форм заболевания, возникновения случаев кори у привитых лиц, особенности поражения нервной системы, изучена эффективность современных противовирусных препаратов в терапии кори.
Проведенные исследования положены в основу монографии «Корь», которая и по сей день используется, наряду с традиционными учебниками, в учебном процессе, а также в лечебной работе.
Помимо коревой инфекции большое внимание уделялось другой актуальной для нашего региона воздушно- капельной инфекции, поражающей преимущественно детей до 1 года — коклюшу. Под руководством Даминова Т. А. проведено комплексное изучение клинико- иммунологических особенностей коклюша у детей раннего возраста, поствакцинальный статус заболевших и зависимость течения заболеваний от кратности вакцинации, биохимические механизмы формирования патологического процесса, предложено использование метода полимеразной цепной реакции (ПЦР) для ранней диагностики заболевания.
Под его руководством проведены исследования по изучению пневмококковой инфекции у детей, на основании чего в республике внедрена пневмококковая вакцина в национальный календарь прививок.
Третье, весьма актуальное для нашего региона, направление — это особенности течения, диагностики и оптимизация терапии острых кишечных инфекций (дизентерия, сальмонеллез, ротавирусная инфекция). Так, большой научный и практический интерес представляют проведенные под руководством Даминова Т. А. исследования по изучению современных особенностей течения шигеллезов и сальмонеллезов, а также методов оптимизации комплексной терапии путем применения высокоэффективных энтеросорбентов на основе папаина. Результаты данных исследований успешно внедрены и широко применяются в практическом здравоохранении.
Не менее важное направление в области изучения острых кишечных инфекций занимает проблема брюшного тифа. Даминовым Т. О. проведено глубокое и всесторонне изучение клинико- иммунологических особенностей брюшного тифа и тифо- паратифозных заболеваний у детей в свете возрастной реактивности, а также в сочетании с другой соматической патологией, прежде всего с туберкулезом. Эти исследования послужили основой для его кандидатской диссертации «К вопросу клинического течения тифопаратифозных заболеваний у детей в сочетании с туберкулезом».
Особое место в научных исследованиях Даминова Т. А. занимают вопросы питания здорового и больного ребенка. Так, Даминовым Т. А. проведена большая работа по оптимизации диетотерапии больных с острыми кишечными инфекциями. Ученый принимал участие в разработке смесей «Ором-1» и «Ором-2», а также была проделана большая работа по формированию схем применения данных смесей у детей с ОКИ.
Исследования, проведенные по вопросам питания детей, легли в основу двух монографий, подготовленным совместно с видным педиатром-диетологом, профессором института питания РАМН Ладодо К. С. — «Диетотерапия больных детей» (1993 г.) и «Питание матери и младенца» (1995 г.).
Были проведены комплексные исследования в области изучения ротавирусной инфекции у детей. Как известно, ротавирусная инфекция является одной из превалирующих причин развития диареи в детском возрасте в мире. Под руководством Даминова Т. А. изучается этиологическая роль ротавируса в структуре острых кишечных инфекций в Узбекистане, начаты исследования по анализу причин и механизмов формирования патологического процесса при ротавирусных энтеритах, состоянию микробиоценоза кишечника в целях разработки и оптимизации подходов к терапии таких пациентов.
И, наконец, четвертое направление- относительно новая область инфектологии — ВИЧ- инфекция у детей. Как известно, проблема ВИЧ- инфекции у детей является одной из самых сложных областей ВИЧ- медицины, и особенно это касается сочетанного течения ВИЧ и парентеральных вирусных гепатитов, так как этиотропная терапия с применением интерферонов ограничена в детском возрасте. Под руководством Даминова Т. А. ведутся комплексные исследования по изучению особенностей течения ко- инфекции ВИЧ с парентеральными вирусными гепатитами у детей, продолжается разработка подходов к терапии, формируются алгоритмы ведения данной когорты пациентов. Результаты проведенных исследований были внедрены в учебный процесс, включены в учебное пособие «ВИЧ- инфекция» для студентов медицинских ВУЗов, выпущенный сотрудниками кафедры.
Особое место занимают исследования, посвященные профилактике смертности новорожденных и детей младшего возраста путем применения индукторов. Совместно с клиническими фармакологами была проведена большая совместная работа, которая оказалась весьма продуктивной. Было доказано, что широко применяемый ранее индуктор фенобарбитал обладает рядом серьезных недостатков, вследствие чего было начато применение другого высокоэффективного индуктора — бензонала. Научные исследования Даминова Т. А., Наджимутдинова К. Н. и ученых Первого ТашГосМИ резко изменили представления о бензонале, который до этого в трудах Машковского М. Д. «Лекарственные средства» был противопоказан при лечении заболеваний печени. Проведенные исследования доказали необоснованность данной точки зрения, было убедительно показано, что бензонал усиливает деятельность фермента глюкуронилтрансферазы в гепатоцитах, вследствие чего улучшается выведение билирубина. Результаты исследований были одобрены Министерством здравоохранения СССР, комитетом по фармакопее и фармации, было получено авторское свидетельство, рекомендации успешно внедрены в практическое здравоохранение.
На этом исследования по изучению эффективности индуктора бензонала не закончились. Как известно, одной из ведущих причин развития синдрома дыхательных расстройств у новорожденных является недостаточность легочного сурфактанта. Предложенный профессором Даминовым Т. А., Наджимутдиновым К. Н. и Ахмедовой Д. И. метод решения данной проблемы, заключающийся в применении индуктора бензонала, доказал свою несомненную эффективность, было получено авторское свидетельство. Данная работа ученого была рассмотрена на экспертном совете Президиума Медицинской Академии СССР и была внесена в ряд актуальных проблем педиатрии, требующих дальнейшего углубленного изучения. В этой области в настоящее время продолжаются исследования.
Широта научного кругозора и богатый клинический опыт Т. А. Даминова в настоящее время значимы для отечественной системы охраны здоровья населения. И подтверждение этому — тот факт, что Даминов Т. А. является руководителем большой грантовой научной программы, членом редколлегии журнала «Эпидемиология и вакцинопрофилактика» (г. Москва), заместителем главного редактора Медицинского журнала Узбекистана, членом редколлегии медицинского журнала Центральной Азии, энциклопедии Узбекистана, а также является координатором и экспертом ряда научно-практических программ, организатором научных симпозиумов и школ для практических врачей.
С 2005 по 2008 гг. Даминов Т. А. возглавлял международный грантовый проект INTAS «Разработка и внедрение новых поколений карбоновых гемосорбентов в лечении тяжелых и фульминантных форм вирусных гепатитов в Узбекистане», который осуществлялся в сотрудничестве с Брайтонским Университетом (Великобритания), Дунайским Университетом (Кремс, Австрия), НЦХ им. Вахидова В. В., институтом экспериментальной патологии, онкологии и радиологии (Украина), а также Королевским медицинским колледжем (Великобритания). Результатом проекта явилась разработка новых технологий в области экстракорпоральной детоксикации при лечении тяжелых форм патологии печени, что позволило значительно снизить летальность у таких пациентов.
С 2015 (2015—2017) является руководителем гранта АДСС 15.27.2 «Разработка алгоритма ведения и лечения детей с перинатальной ВИЧ- инфекцией».
С 2018 (2018—2020) является руководителем гранта ПЗ-20170927263  «Разработка национального клинического протокола ведения ВИЧ-инфицированных детей с гематологической патологией».
Будучи экспертом Всемирной Организации Здравоохранения (ВОЗ) Даминов Т. А. внес большой вклад в области ликвидации полиомиелита в нашей республике.
Являлся членом организационного комитета по проведению 2 съезда инфекционистов Республики Узбекистан, который состоялся в ноябре 2015 года.
Практическая лечебная работа постоянно находится в центре внимания Т. А. Даминова: он является видным клиницистом, постоянным консультантом лечебно- профилактических учреждений по инфекционным болезням и болезням печени. Академика Т. А. Даминова хорошо знают и уважают педиатры и инфекционисты во многих регионах нашей страны, а также странах ближнего и дальнего зарубежья. Он является организатором «Школы гепатолога», в ходе работы которой практические врачи на регулярной основе получают новейшие теоретические и практические знания в области современной гепатологии. При этом особый акцент делается на разборе тактики ведения пациентов с острыми и хроническими вирусными гепатитами — патологией, являющейся одной из самых актуальных для здравоохранения Узбекистана.
Доброжелательность, высокая ответственность, эрудиция и профессионализм, сочетающиеся с природной скромностью и интеллигентностью — вот те черты, которые всегда отличают Т. А. Даминова.
Медицина вошла всерьез и надолго не только в жизнь и судьбу Тургунпулата Абидовича. Сегодня семейную традицию на врачебном поприще продолжают его дети — дочь и сын.

## Награды и звания
- Орден «Дустлик» (1980).
- Почётное звание «Заслуженный работник здравоохранения Республики Узбекистан» (1996).
- Золотая медаль имени Альберта Швейцера (1999).
- Нагрудный знак «10 лет независимости Узбекистана» (2001).
- Нагрудный знак «15 лет независимости Узбекистана» (2006).
- Орден «Эл-юрт хурмати» (2016).

## Научные работы
- Epidemiological characteristics of rotavirus infection in children in Tashkent city, тезис, Tenth international ROTAVIRUS SYMPOSIUM «Fulfilling tne Promise of Rotavirus Vaccines» 19-21 september 2012, Bangkok, Thailand, P-95, с. 108
- Показатели физического развития у детей с ВИЧ- инфекцией в зависимости от стадии заболевания и степени иммуносупрессии, статья, Научно-практическая конференция с международным участием «Актуальные инфекционные заболевания: Клиника, диагностика, Лечение и профилактика» Киев, 22-23 ноября 2012 г.
- Ко-инфекция ВИЧ и вирусного гепатита C у детей, клинико- биохимические и иммунологические аспекты, статья, Научно-практическая конференция с международным участием «Актуальные инфекционные заболевания: Клиника, диагностика, Лечение и профилактика» Киев, 22-23 ноября 2012 г.
- Height-weight indicies in HIV- infected children // International Journal of Infectious Diseases. — South Africa, 2014. — Volume 21, Supplement 1. — P. 127.
- Динамика показателя СД4 лимфоцитов при естественном течении ВИЧ-инфекции у детей // Педиатрия. — Ташкент, 2014. — № 3-4. — С. 75-77.
- Effect of Adherence to ARVT on the Risk of Perinatal HIV Transmission // 10th International Conference on HIV Treatment and Prevention Adherence «A Decade of Success, a World of Opportunities». — USA, Miami, 2015. — Poster Abstract #140. — P. 94.
- Влияние метода родоразрешения на риск перинатальной трансмиссии ВИЧ // Журнал Инфектологии. — Алматы, Казахстан, 2015 г. — № 2, Том 7. — С.35.
- Клиническая и экономическая эффективность включения ингибиторов протеазы в схемы первого ряда антиретровирусной терапии у детей с перинатальной ВИЧ- инфекцией // Медицинский журнал Узбекистана. — Ташкент, 2015. — № 3. — С.61-65.
- Клиническая характеристика инвазивных пневмококковых заболеваний у детей в Узбекистане, статья, Журнал Детские инфекции Москва 2015 № 2, с 11-16
- Antibiotic susceptibility of Streptococcus pneumoniae isolated from patients with pneumococcal meningitis, тезис, The 33rd Meeting of the European Society for Pediatric Infectious Diseases (ESPID 2015), Leipzig, Germany, May 12-16.
- Изменение показателей крови у ВИЧ-инфицированных детей, статья, Медицинский журнал Узбекистана. -Ташкент, 2015.-№ 5.-C.59-62
- Оценка влияния некоторых акушерских факторов на риск перинатальной трансмиссии ВИЧ // Дерматовенерология и эстетическая медицина. — Ташкент, 2015. — № 2. — С. 39-42.
- Анемия при ВИЧ-инфекции у детей, статья, Инфекция, иммунитет и фармакология.-Ташкент, 2015.-№ 6.-C.33-37
- Влияние социальных факторов на риск перинатальной трансмиссии ВИЧ // Инфекция, иммунитет и фармакология. — Ташкент, 2015. — № 4. — С. 30-33.
- Динамика СД4 лимфоцитов и вирусной нагрузки при естественном течении перинатальной ВИЧ-инфекции // Детские инфекции. — Москва, 2015. — Том 14, № 3. — С. 26-29.
- Обзор терапевтических подходов при ведении гематологических нарушений у ВИЧ- инфицированных детей, статья, Дерматовенерология ва эстетик тиббиёт.- Тошкент, 2015.-№ 2.-C. 14-21
- Роль хемокиновых рецепторов в патогенезе ВИЧ-инфекции, статья, Медицинский журнал Узбекистана. Ташкент, 2017.-№ 4.-С.46-48
- Эволюция лечения вирусного гепатита C, статья, Медицинский журнал Узбекистана. Ташкент, 2016.-№ 5.-С.82-87

## Учебные пособия и методические рекомендации
- Детские болезни (2 тома): учебник — Ташкент — 2013 г. — 368 с.
- Повышение эффективности антиретровирусной терапии у детей с перинатальной ВИЧ — инфекцией путем дифференцированного подхода к подбору схем антиретровирусных препаратов: Методические рекомендации. — Ташкент. — 2015. — 50 с.
- Пневмококковая инфекция: Методическое пособие. — Ташкент. — 2015 — 12 с.
- Клиника, диагностика, эпидемиология и вакцинопрофилактика инфекции, вызываемой Streptococcus pneumoniae: Методическое пособие. — Ташкент. — 2016 — 35 с.
- Кожные проявления при ВИЧ-инфекции: Монография. — Ташкент. — 2017. — 204 с.
- Перинатальная ВИЧ-инфекция: Монография. — Ташкент. — 2017. — 150 с.